# Die Tragödie eines verschollenen Fürstensohnes
Pour plus de détails, voir Fiche technique et Distribution.
Die Tragödie eines verschollenen Fürstensohnes est un film autrichien réalisé par Alexander Korda, sorti en 1922.

## Fiche technique
- Titre : Die Tragödie eines verschollenen Fürstensohnes
- Réalisation : Alexander Korda
- Scénario : Lajos Biró
- Direction artistique : Alexander Ferenczy et Emil Stepanek
- Photographie : Hans Theyer (en)
- Montage : Karl Hartl
- Pays de production : Autriche
- Format : Noir et blanc - 1,33:1 - Film muet
- Genre : drame
- Durée : 96 minutes
- Date de sortie : 1922

## Distribution
- Alberto Capozzi : Herzog Peter
- María Corda : Anny Lind
- Victor Varconi : Vannoni
- Karl Baumgartner : Grand-duc
- Olga Lewinsky : la mère Herzogin
- Harry De Loon : Adjudant Ridarsky
- Max Devrient : Bartel
- Gyula Szöreghy
- Paul Lukas